# تشيك غالواي
تشيك غالواي (بالإنجليزية: Chick Galloway)‏ هو لاعب كرة قاعدة أمريكي، ولد في 4 أغسطس 1896 في كلينتون في الولايات المتحدة، وتوفي بنفس المكان في 7 نوفمبر 1969.

## وصلات خارجية
- تشيك غالواي على موقعبيزبول رفرنس.كوم (الدوري الرئيسي) (الإنجليزية)
- تشيك غالواي على موقع جمعية أبحاث البيسبول الأمريكية (الإنجليزية)